# Lampenkapje
Het lampenkapje (Aequorea vitrina) is een hydroïdpoliep uit de familie Aequoreidae. De poliep komt uit het geslacht Aequorea. Aequorea vitrina werd in 1853 voor het eerst wetenschappelijk beschreven door Gosse.

## Beschrijving
Het lampekapje lijkt op een echte kwal, maar is eigenlijk een hydromeduse, het kwalstadium van een hydroïdpoliep. De soort heeft een bijzonder doorschijnend lichaam waaraan de soort z'n naam aan te danken heeft; vitreus betekent van glas. Geheel doorzichtig is het centrale deel van de schotel. Het is als het ware een holte in de schotel. Het zeer heldere gedeelte heeft een diameter die ongeveer de helft is van de doorsnede van de schotel. Wanneer de dieren worden beschenen met een duiklamp kan men het inwendige van het dier goed bekijken.
De rand van de schotel is bezet met kleine marginale tentakels, die bezet zijn met netelcellen. Vanaf de buitenrand van dit centrale deel lopen 60-80 radiale kanalen naar de buitenrand van de schotel. De radiale kanalen zijn wat kronkelig of golvend van structuur. Ze zien er uit als twee wit oplichtende draden van wol, die parallel aan elkaar lopen en soms spiraalsgewijs om elkaar heen draaien.